# 언텔
언텔(2001년 1월 13일 ~)은 대한민국의 가수다. 2019년 싱글 [Hardrally (W/ KHUNDI PANDA)]로 데뷔했다.

## 방송
- 쇼미더머니 5 (2016)
- 고등래퍼 1 (2017) - Top54
- 고등래퍼 3 (2019) - Top16
- 쇼미더머니 8 (2019) - Top54
- 쇼미더머니 9 (2020) - Top8

## 앨범

### 싱글
- Hardrally (W/ KHUNDI PANDA)-언텔, 쿤디판다 (2019년)
- ONTSTOP-언텔 (2020년)
- SPHONE (Feat.딥플로우)-언텔, 딥플로우 (2021년)
- HUMAN, the single-언텔 (2021년)
- HUMAN (Inst&Acapella)-언텔 (2021년)
- Wake up (feat.DJ Wegun)-언텔, DJ Wegun (2021년)

### EP
- WILL-언텔 (2021년)
- BOBO-언텔 (2022년)

### 정규
- HUMAN, the album-언텔 (2022년)